# Elisabeth Someruell
Elisabeth Someruell även kallad Saint Lys Mourel, död 1723, var en nederländsk marketenterska. Hon tjänstgjorde möjligen i den spanska armén under namnet Tobias Morello, där hon avancerade till sergeant, och var en berömdhet under 1700-talet, bland annat tack var en levnadsberättelse som utgavs om henne: Deze befaamde broodschrijver had in de tweede druk van zijn biografie over haar zoon, de Zeldzaame levens-gevallen av Franciscus Lievens Kersteman (1763). 

## Biografi
Elisabeth Someruell var möjligen av skotsk härkomst och tillhörde en familj av militärer i Den Bosch. Hon var först gift med en till namnet okänd man, och därefter från 1676 med soldaten Hendrick Weyerman (död 1695). Hon följde uppenbarligen sin andre make i fältlivet, möjligen som markententerska. Från 1680 drev hon ett marketenteri för soldater i garnisonsstaden Breda. 
Enligt traditionen ska Elisabeth Someruell under en tid ha tjänstgjort som soldat i Spanska Nederländerna under namnet Tobias Morello. Denna legend beskrivs av Franciscus Lievens Kersteman i en populär levnadsbeskrivning från 1763. Enligt denna arbetade hon på en krog i Tilburg, där hon högg ned en köpman som försökte våldta henne. I rädsla för arrestering, ska hon ha klätt ut sig till man och värvat sig till den spanska armén i Dendermonde. Hon tjänstgjorde först som trumslagare, men avancerade till slut till sergeant. Hennes biologiska kön upptäcktes då hon blivit sårad i slaget vid Bonn 1673 och tvingats underkasta sig läkarvård.  